# Benvenuto Franci
Benvenuto Franci (Pienza, 1º luglio 1891 – Roma, 27 febbraio 1985) è stato un baritono italiano.

## Biografia
Franci studiò canto lirico all'Accademia di Santa Cecilia a Roma con il baritono Antonio Cotogni e con Enrico Rosati.
Debuttò al Teatro Costanzi di Roma nel ruolo di Giannetto, nell'opera Lodoletta di Pietro Mascagni nel 1918, e subito dopo, sempre a Roma, interpretò il ruolo del Faraone nel Mosè di Rossini, e Ford nel Falstaff di Verdi.
In seguito cantò nella prima assoluta dell'opera di Mascagni Il piccolo Marat, e come Amonasro nell'Aida di Verdi.
La sua carriera continuò brillantemente al Liceu di Barcellona, al Teatro Real di Madrid, all'Arena di Verona, al Covent Garden di Londra (dove cantò come Scarpia nella Tosca nel 1925 con la Jeritza, in Rigoletto nel 1931 e in Andrea Chénier nel 1946), all'Operà di Parigi, a Berlino, al Teatro Colón di Buenos Aires (dal 1926 al 1930). Al Teatro alla Scala di Milano cantò a partire dal 1923. Al Costanzi di Roma prese parte, interpretando Neri Chiaramantesi, alla prima assoluta dell'opera La Cena delle Beffe di Umberto Giordano, ed ebbe modo di interpretare il ruolo del protagonista del Guglielmo Tell di Rossini, accanto al tenore Giacomo Lauri Volpi, nell'edizione del centenario dell'opera.
Franci lavorò costantemente al Teatro dell'Opera di Roma dal 1928 al 1949, dove ebbe modo di lavorare con grandi colleghi e direttori illustri come il Maestro Gino Marinuzzi.
Il suo repertorio comprendeva i ruoli verdiani e quelli veristi, perciò fu un grande Jago nell'Otello, Conte di Luna nel Trovatore, protagonista in Rigoletto e Simon Boccanegra di Verdi, così come fu Gerard nell'Andrea Chènier di Giordano, Scarpia nella Tosca, Jack Rance in La fanciulla del West; fu anche un ottimo Figaro nel Barbiere di Siviglia di Rossini e protagonista nel Guglielmo Tell.
Franci fu un cantante lirico molto versatile, eccelse non solo per le sue doti vocali, ma anche per quelle interpretative. La sua voce era bella e timbrata, e ben si adattava ai ruoli drammatici, impegnati del repertorio baritonale.
La figlia di Franci, Marcella, fu un buon soprano e cantò nel secondo dopoguerra, e il figlio Carlo (nato nel 1927) è stato un celebre direttore d'orchestra e compositore. Fu direttore stabile dell'Orchestra della Radio di Dublino e direttore dell'Orchestra del Teatro di Roma e della Fenice di Venezia in numerose stagioni liriche. Ha composto l'opera L'imperatore, su libretto di Luigi Silori, rappresentata per la prima volta a Bergamo nel Teatro Donizetti nel 1958.

## Repertorio
- Aida
- Andrea Chénier
- Carmen
- Cavalleria rusticana
- Cecilia
- Ecuba
- Enoch Arden
- Falstaff
- Fidelio
- Gianni Schicchi
- Guglielmo Ratcliff
- Guglielmo Tell
- I cavalieri di Ekebù
- Die Meistersinger von Nürnberg
- Il barbiere di Siviglia
- Il piccolo Marat
- The rape of Lucrezia
- Il tabarro
- Il trovatore
- Isabeau
- La bella e il mostro
- La bisbetica domata
- La bohème
- La cena delle beffe
- Die Frau ohne Schatten
- La fanciulla del west
- La figlia del re
- La forza del destino
- La Gioconda
- La traviata
- La vigna
- Les pecheurs des perles
- Le preziose ridicole
- Lodoletta
- Lohengrin
- Lucia di Lammermoor
- Macbeth
- Mosè
- Nerone (A. Boito)
- Orfeo
- Otello
- Pagliacci
- Palla de' Mozzi
- Paolo e Francesca
- Rigoletto
- Siberia
- Simon Boccanegra
- Tosca
- Tristan und Isolde
- Un ballo in maschera

## Incisioni
(elenco incompleto)
Fonotipie
- C.2340 & C.2341 - La Gioconda (A.Ponchielli) - Duetto: ""Enzo Grimaldo, principe di Santafior, che pensi?" - Fernando De Lucia (tenore) e Benvenuto Franci - Dir. Salvatore Sassano - Incisa a Napoli l'11 aprile 1920;
- M.2342 - I pescatori di perle - (G.Bizet) - Duetto: Dal tempio al limitar - Fernando De Lucia (tenore) e Benvenuto Franci - Dir. Salvatore Sassano - Incisa a Napoli l'11 aprile 1920.

Dischi 78 giri - Columbia
- D 5096 - Un ballo in maschera Alla vita - Un ballo in maschera Eri tu;
- D 5109 - Il trovatore Il balen del suo sorriso - La traviata Di Provenza;
- D 12456 - Lucia di Lammermoor Cruda funesta smania - Dinorah (Meyerbeer)Sei vendicata assai;
- D 5110 - Aida Quest'assisa - Gioconda O monumento;
- D 5108 - Rigoletto Pari siamo - Rigoletto Sì vendetta - Duetto col Soprano E.Surinach;
- D 12507 - I Pagliacci Prologo - Otello Credo;
- D 12508 - Andrea Chenièr Un dì m'era di gioia - Andrea Chenièr Son sessant'anni;
- D 5127 - I Pescatori di perle(Bizet) Dal Tempio al limitar con il tenore Dino Borgioli - La Traviata Dei miei bollenti spiriti Tenore D.Borgioli;
- D 5173 - I Pescatori di perle Dal Tempio al limitar con il Tenore D.Borgioli - Faust Dio possente.